# Landschaftsschutzgebiet Freiflächen südlich Stesse
Das Landschaftsschutzgebiet Freiflächen südlich Stesse mit 16,95 ha liegt im Stadtgebiet von Meschede im Hochsauerlandkreis. Es wurde 1994 mit dem Landschaftsplan Meschede durch den Kreistag des Hochsauerlandkreises als Landschaftsschutzgebiet (LSG) mit dem Namen Landschaftsschutzgebiet  Stesser Wiese nördlich Calle und einer Flächengröße von 22,2&sp;ha ausgewiesen. Das LSG wurde 1994 als Landschaftsplangebiet vom Typ C, Wiesentäler, ausgewiesen. Bei der Neuaufstellung des Landschaftsplanes Meschede wurde es 2020 verkleinert und als Landschaftsplangebiet vom Typ B, Kleinflächiger Landschaftsschutz, mit neuem Namen ausgewiesen. Es ist eines von 102 Landschaftsschutzgebieten in der Stadt Meschede. In der Stadt gibt es ein Landschaftsschutzgebiet vom Typ A, 51 Landschaftsschutzgebiete vom Typ B und 50 Landschaftsschutzgebiete vom Typ C. Das LSG gehört zum Naturpark Sauerland-Rothaargebirge.

## Beschreibung
Die Hauptfläche des LSG liegt nördlich Calle am nördlichen Unterhang des Ransenberges bzw. zwischen Ransenberg und Stesser Burg. Das LSG grenzt im Westen direkt an Bebauung in der Klelbkeaue. Südlich grenzt teilweise das Naturschutzgebiet Ransenberg an. Im Westen wurde hier ein Rest der Kelbketalaue einbezogen, der durch die L 914 vom Bachlauf abgetrennt. Im LSG befinden sich Grünlandbereiche.

## Schutzzweck
Zum Schutzzweck der LSG vom Typ B Ortsrandlagen, Landschaftscharakter im Landschaftsplangebiet Meschede führt der Landschaftsplan auf: „Sicherung der Vielfalt und Eigenart der Landschaft im Nahbereich der Ortslagen sowie in alten landwirtschaftlichen Vorranggebieten insbesondere durch deren Offenhaltung; Erhaltung der Leistungsfähigkeit des Naturhaushalts hinsichtlich seines Artenspektrums und der Nutzungsfähigkeit der Naturgüter (hier: leistungsfähige Böden); Umsetzung der Entwicklungsziele 1.1 und – primär – 1.5 zum Schutz des spezifischen Charakters und der Identität der landschaftlichen Teilräume; entsprechend dem Schutzzweck unter 2.3.1 auch Ergänzung der strenger geschützten Teile dieses Naturraums durch den Schutz ihrer Umgebung vor Eingriffen, die den herausragenden Wert dieser Naturschutzgebiete und Schutzobjekte mindern könnten (Pufferzonenfunktion); Erhaltung der im gesamten Gebiet verstreut anzutreffenden kulturhistorischen Relikte.“

## Rechtliche Vorschriften
Wie in den anderen Landschaftsschutzgebieten im Stadtgebiet besteht im LSG ein Verbot Bauwerke zu errichten. Vom Verbot ausgenommen sind Bauvorhaben für Gartenbaubetriebe, Land- und Forstwirtschaft. Die Untere Naturschutzbehörde kann Ausnahme-Genehmigungen für Bauten aller Art erteilen. Wie in den anderen Landschaftsschutzgebieten vom Typ B in Meschede besteht im LSG ein Verbot der Erstaufforstung und Weihnachtsbaum-, Schmuckreisig- und Baumschul-Kulturen anzulegen.